# Condado de Schoolcraft
El condado de Schoolcraft (en inglés: Schoolcraft County), fundado en 1843 y con nombre en honor al politólogo Henry Schoolcraft, es un condado del estado estadounidense de Míchigan. En el año 2000 tenía una población de 8.903 habitantes con una densidad de población de 3 personas por km². La sede del condado es Manistique.

## Geografía
Según la oficina del censo el condado tiene una superficie total de 8903 km² (3437,5 mi²), de los que 3051 km² (1178,0 mi²) son tierra y 1829 km² (706,2 mi²) (37,46%) son agua. Su costa se encuentra en el lago Míchigan.

## Condados adyacentes
- Condado de Luce - noreste
- Condado de Mackinac - sureste
- Condado de Delta - suroeste
- Condado de Alger - noroeste

### Principales carreteras y autopistas
- U.S. Autopista 2
- Carretera estatal 28
- Carretera estatal 77
- Carretera estatal 94
- Carretera estatal 149
- Carretera del condado 13
- Carretera del condado 42
- Carretera del condado 44
- Carretera del condado 52
- Carretera forestal estatal 13

### Espacios protegidos
En este condado se encuentra parte del bosque nacional de Hiawatha, así como el refugio nacional para la vida salvaje de Seney.

## Demografía
Según el censo del 2000 la renta per cápita media de los habitantes del condado era de 31.140 dólares y el ingreso medio de una familia era de 36.810 dólares. En el año 2000 los hombres tenían unos ingresos anuales 32.725 dólares frente a los 21.364 dólares que percibían las mujeres. El ingreso por habitante era de 17.137 dólares y alrededor de un 12,20% de la población estaba bajo el umbral de pobreza nacional.

## Lugares

### Ciudades
- Manistique

### Municipios
| - Municipio de Doyle - Municipio de Germfask - Municipio de Hiawatha | - Municipio de Inwood - Municipio de Manistique | - Municipio de Mueller - Municipio de Seney - Municipio de Thompson |